# София Доротея Брауншвейг-Целльская
София Доротея Брауншвейг-Люнебург-Целльская (нем. Sophie Dorothea von Braunschweig-Lüneburg-Celle; 15 сентября 1666, Целле — 13 ноября 1726, Альденский замок) — курпринцесса Ганновера, супруга курпринца Георга Людвига, будущего короля Великобритании. Вошла в историю как принцесса Альденская.

## Детство

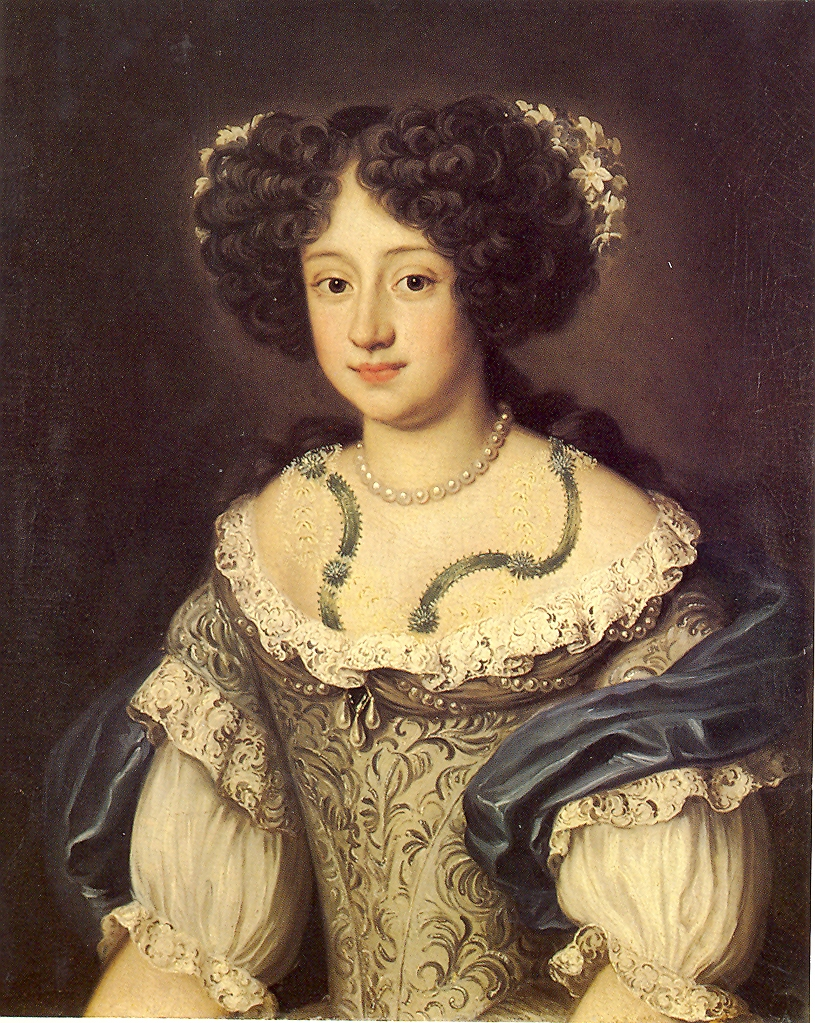
София Доротея Брауншвейг-Люнебургская

София Доротея была единственной дочерью и наследницей герцога Георга Вильгельма Брауншвейг-Люнебург-Целльского в его узаконенном императором Священной Римской империи Леопольдом I браке с гугеноткой Элеонорой де Ольбрёз. Её дедушка и бабушка с отцовской стороны — Георг Брауншвейг-Каленбергский и ландграфиня Анна Элеонора Гессен-Дармштадтская.
Детство Софии Доротеи протекало беспечно. Её родителей связывала искренняя любовь, что было редкостью среди их сословия в те времена, и они дарили тепло и любовь своей живой и талантливой девочке. Уже в 12 лет ей стали подыскивать супруга. Её отец перевёл на неё большие имущественные ценности, и это богатство способствовало тому, чтобы София Доротея стала многообещающей партией в матримониальных планах целого ряда молодых князей. К Софии Доротее сватались принц Август Фридрих Брауншвейг-Вольфенбюттельский, герцог Фридрих Карл Вюртемберг-Виннентальский, Максимилиан II Эмануэль Баварский и шведский король Карл XI из дома Пфальц-Цвейбрюккен. Но Софию Доротею отдали замуж за старшего сына младшего брата её отца во исполнение имевшейся между братьями договорённости.

## Замужество
Принцесса София Доротея вышла замуж 18 ноября 1682 года в часовне Целльского дворца за своего кузена курпринца Георга Людвига, будущего короля Великобритании Георга I. Вначале брак казался счастливым. У Георга Людвига и Софии Доротеи родилось двое детей:
- Георг Август, будущий король Великобритании Георг II
- София Доротея.

После рождения детей супруги охладели друг к другу. Курпринц Георг Людвиг отдавал предпочтение своей давней любовнице Мелюзине фон дер Шуленбург. Свекровь Софии Доротеи София Ганноверская, от которой после состоявшейся помолвки когда-то отказался её отец, считала невестку незаконнорождённой и не любила её.

## Граф Кёнигсмарк
В начале 1688 года в Ганновер прибыл друг детства Софии Доротеи, граф Филипп Кристоф фон Кёнигсмарк из старинного бранденбургского дворянского рода. Он служил в чине полковника в лейб-гвардии герцога Эрнста Августа и принимал участие в военном походе против Франции. Его положение позволяло ему часто бывать при дворе. Неосторожно выраженное предпочтение графу, выросшему пажем при дворе её отца, дало ганноверскому двору основания подозревать Софию Доротею в предосудительных отношениях с Кёнигсмарком. После громкой ссоры с мужем София Доротея уехала весной 1694 года к родителям в Целле. Они не одобрили разрыва с курпринцем, отец Софии Доротеи надеялся получить у своего брата финансовую поддержку после войны против Дании и Швеции. Поэтому родители отправили Софию Доротею обратно в Ганновер. Летом 1694 года София Доротея строила с Кёнигсмарком и своей придворной дамой Элеонорой фон дем Кнезебек планы побега в Вольфенбюттель к герцогу Антону Ульриху Брауншвейгскому или в Саксонию, где граф получил место генерал-майора от кавалерии.

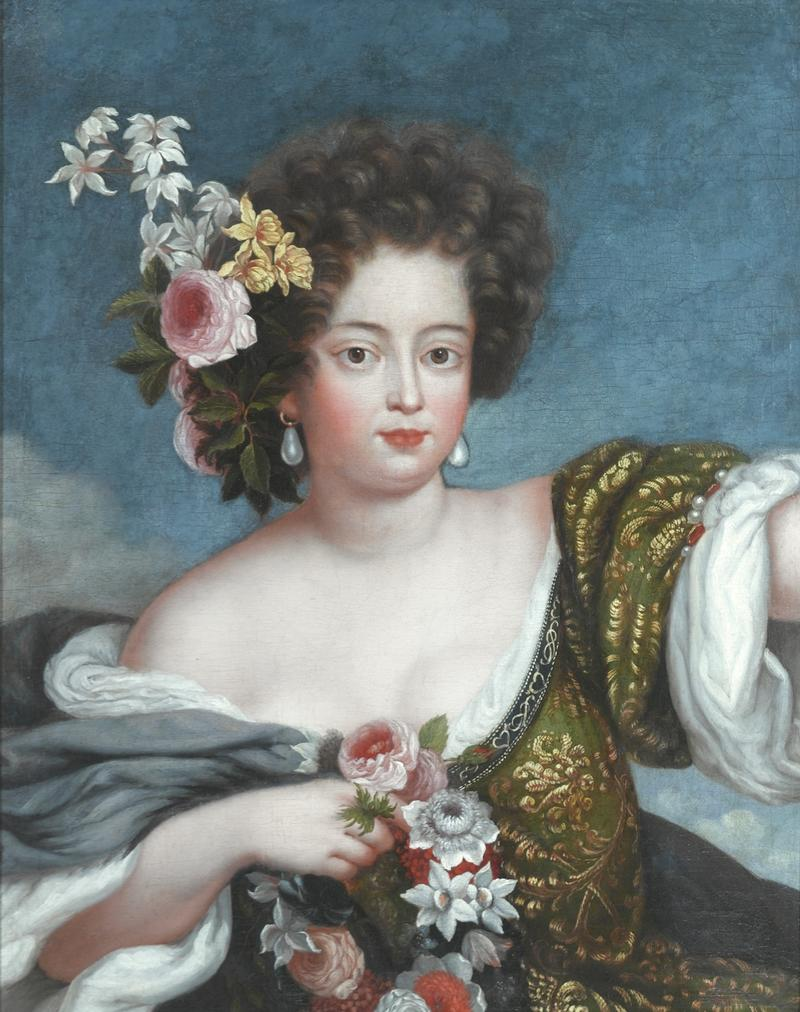
София Доротея Брауншвейг-Люнебургская

Через любовницу курфюрста графиню Клару Элизабет фон Платен при дворе стало известно о любовной связи между принцессой и графом и планах побега, уликами послужила их переписка. Ночью 1 июля 1694 года граф Кёнигсмарк бесследно исчез в Ганноверском дворце. София Доротея так никогда и не узнала точно, что с ним произошло. Очевидным было лишь то, что граф Кёнигсмарк был убит по приказу курфюрста Эрнста Августа. Тело не было найдено, официально граф считался без вести пропавшим. Точный ход событий так и не был установлен, возможно имевшиеся документы были уничтожены.
Исчезновение графа Кёнигсмарка стало скандалом государственного масштаба, привлёкшим к себе внимание не только родственников, дипломатов и народа. Король Людовик XIV пытался прояснить ситуацию у своей невестки Лизелотты Пфальцской и направил в Ганновер своих агентов. Пролить свет на эту тёмную историю не удалось и Августу Сильному, объявившего многонедельные розыски своего пропавшего генерала. О помощи в расследовании исчезновения своего брата его просила и Аврора фон Кёнигсмарк. Курфюрст Эрнст Август и герцог Георг Вильгельм обратились с жалобой на саксонского курфюрста к императору Священной Римской империи Леопольду I. Несмотря на давление, оказанное императором и бранденбургским курфюрстом Фридрихом III, посланцы Августа продолжали свою работу.
Во избежание огласки Кёнигсмарк передал письма Софии Доротеи своему родственнику, шведскому графу Карлу Густаву фон Левенгаупту. Наследники Лёвенгаупта предложили ганноверскому двору выкупить документы по очень высокой цене. В Ганновере отказались и выразили сомнение в подлинности переписки. В середине XIX века переписка была опубликована. Большая часть писем сегодня находится в собственности Лундского университета, несколько писем оказалось в руках внука Софии Доротеи Фридриха II, как считается, они были выкрадены по приказу сестры Фридриха королевы Швеции Луизы Ульрики. После смерти Фридриха письма осели в Тайном государственном архиве Фонда прусского культурного наследия. Сегодня их подлинность полностью установлена.

## Развод и заключение
Физического устранения графа Кёнигсмарка было недостаточно для восстановления чести курпринца. Он хотел развестись с неверной супругой. В 1694 году София Доротея была отправлена в Альденский замок. Оттуда её перевезли во дворец Лауэнау, где состоялся бракоразводный процесс. 28 декабря 1694 года брак между курпринцем и Софией Доротеей был расторгнут. София Доротея была признана виновной в супружеской измене, ей было отказано вступать в брак повторно и видеть своих детей. Её имя было выправлено изо всех официальных документов, оно не упоминалось в молитвах. София Доротея потеряла и титул курпринцессы. После вынесения приговора она была выслана в удалённый Альденский замок в заключение, хотя о том, что бывшая курпринцесса должна была провести оставшуюся жизнь под замком, в приговоре не было ни слова. Она была лишена своего имущества, но её отец и свёкр поровну выплачивали назначенное ей годовое содержание, поначалу 8 тысяч талеров, а затем размер его был увеличен до 28 тысяч. Принцессу охранял штат служащих численностью в 40 человек. Контакты принцессы и её почта строго контролировались. Но София Доротея никогда и не пыталась бежать.
Сначала пленнице разрешалось находиться только в помещениях замка, затем ей разрешили прогулки в сопровождении. После двух лет заключения Софии Доротее разрешили прогулки в карете на расстояние до двух километров. Её заключение несколько раз прерывалось войнами и строительными работами, когда принцесса находилась во дворце в Целле или Эсселе. Ей разрешалось принимать посетителей, мать Софии Доротеи получила неограниченное право видеться с дочерью. При Софии Доротее состояли две придворные дамы, несколько камеристок и обслуживающий персонал.
Софии Доротее разрешили называться принцессой Альденской по месту своего жительства. В первые годы она демонстрировала полную апатию и равнодушие, но затем пыталась изменить свою судьбу. Когда в 1698 году умер её бывший свёкор, София Доротея отправила своему бывшему мужу письмо с соболезнованиями и мольбами о прощении и свидании с детьми. Она написала письмо с соболезнованиями и курфюрстине Софии, но ни на одно из писем не последовало реакции.
Умирающий отец Софии Доротеи в 1705 году безуспешно упрашивал ганноверского премьер-министра Бернсторфа предоставить ему возможность увидеться напоследок с дочерью. После смерти матери София Доротея, оставшаяся одна в окружении своих недругов, надеялась на встречу со своей дочерью. Хотя королева Пруссии и приезжала в Ганновер в 1725 году, чтобы повидаться со своим отцом, уже ставшим королём Англии, но надежды матери на встречу оказались напрасными.
В жизни Софии Доротеи осталась одна радость — еда. В отсутствие достаточной физической нагрузки она начала полнеть и страдать от простуд и нарушений пищеварения. В начале 1726 года у неё случился удар, с августа 1726 года София Доротея не покидала постели из-за острых колик. Она отказалась от врачебной помощи и от еды. В течение нескольких недель её состояние вследствие голодания стало критическим. София Доротея умерла от закупорки жёлчного пузыря, в котором при вскрытии было обнаружено 60 камней. Георг I запретил траурные мероприятия в Ганновере и был крайне возмущён тем, что его дочь объявила траур по своей матери в Берлине.
Похороны Софии Доротеи превратились в фарс. Охрана не получила никаких указаний относительно погребения и поставила свинцовый гроб с телом принцессы в подвале. В январе 1727 года из Лондона поступил приказ захоронить тело без каких-либо церемоний на кладбище Альдена, что оказалось невозможным из-за обильных дождей. Так гроб вновь оказался в подвале замка и был засыпан песком. Лишь в мае 1727 года София Доротея обрела последнее пристанище в семейном склепе городской церкви Святой Марии в Целле.